# Danica (Budimpešta)
Danica je bio godišnji list na hrvatskom jeziku koji je izlazio u Budimpešti. Pokrenuli su ga Ivan Paštrović i Ivan Petreš Čudomil
List je izlazio od 1924. godine. Uređivali su ga od 1924. do 1933. Karoly Tiringer, a od 1936. Ferenc Kolh. Mijenjao je nekoliko izdavača. Od 1924. ga je izdavao Ivan Paštrović, od 1931. dioničko društvo Pallas, a od 1936. tiskara Stephaneum. 
Prvo je u impresumu nosio oznaku Danica ili kalendar za u Ugarskoj živeće Bunjevce, Šokce, Hrvate, Bošnjake, Race i Dalmatince, zatim od 1927. kao Danica ili Kalendar za u Madžarskoj živeće Bunjevce, Šokce i Hrvate, pa Danica ili Kalendar za Bunjevce, Šokce i Hrvate koji žive u Madžarskoj. Od 1941. je izlazio kao Danica ili Kalendar za Bunjevce, Šokce i Hrvate sve do 1944. godine.
Petreš je bio urednikom Danice. Pored tog posla, u Danici je objavljivao svoje pripovijetke.
Od 1997. u Baji u izdanju Bajske bunjevačke katoličke čitaonice izlazi Danica ili kalendar za bunjevačke, šokačke i racke Hrvate koji žive u Mađarskoj u Bačkoj, odg. urednika Antuna Mujića.